# Kanton Dax-Nord
Kanton Dax-Nord (francouzsky Canton de Dax-Nord) je francouzský kanton v departementu Landes v regionu Akvitánie. Tvoří ho 10 obcí.

## Obce kantonu
- Angoumé
- Dax (severní část)
- Gourbera
- Herm
- Mées
- Rivière-Saas-et-Gourby
- Saint-Paul-lès-Dax
- Saint-Vincent-de-Paul
- Saubusse
- Téthieu